# Карагашська мова
Карагашська мова (мова карагашів) — кипчацька тюркська мова. Належить до ногайсько-кипчацьких. Найближчими мовами до неї є ногайська і казахська.

## Відомості
Астрахансько-ногайська мова фактично є діалектом ногайської мови, виявляє найбільшу схожість з акногайським діалектом ногайської. Як і в інших мовах ногайсько-кипчацької підгрупи, представлено пересування приголосних ш> с, ч> ш. 
Астрахансько-ногайська мова власної писемності не має, його носії з кінця 80-х років XX століття вивчають літературну ногайську мову.